# Michel Gondry
Michel Gondry (Versailles, 8 maggio 1963) è un regista, sceneggiatore, produttore cinematografico e attore francese, noto per il suo stile visuale innovativo.

## Biografia
Gondry nasce nel 1963 e ben presto si appassiona alla musica pop. Si trasferisce a Parigi ed inizia la sua carriera di musicista nel gruppo francese Oui Oui, come batterista. Il gruppo realizza due album e diversi singoli, e Gondry realizza i relativi videoclip promozionali, fino al 1992, anno dello scioglimento della band. Uno dei video diretti dal regista passa su MTV e viene notato da Björk, che gli chiede di dirigere il video di Human Behaviour.
La collaborazione con la cantante islandese prosegue a lungo, dando vita a sei video, mentre Gondry inizia a lavorare anche con artisti come Rolling Stones, The White Stripes, Chemical Brothers, Foo Fighters, Massive Attack, Kylie Minogue, Daft Punk, Lenny Kravitz e Radiohead dirigendo, inoltre, acclamati e celebri spot pubblicitari, come quelli per la Levi's (lo spot Drugstore del 1994 si aggiudica un Leone d'oro al Festival internazionale della pubblicità di Cannes), la vodka Smirnoff e la Gap.
Gondry è spesso citato insieme ai registi Spike Jonze e David Fincher come rappresentanti della grande influenza dello stile dei videoclip nel mondo del cinema. Il suo primo lavoro in questo campo è il cortometraggio La lettre (1998).
Nel 2001 approda sul grande schermo con il lungometraggio Human Nature, nel quale conserva tutte le caratteristiche creative e visive dimostrate nei lavori precedenti; il grande successo arriva nel 2004 grazie a Se mi lasci ti cancello, con Jim Carrey e Kate Winslet, scritto insieme all'amico sceneggiatore Charlie Kaufman, nel quale concentra tutto il talento visivo e rivoluzionario del suo stile. Il film gli vale un Oscar 2005 per la miglior sceneggiatura originale, su due nomination ricevute (alle quali vanno aggiunte quattro candidature ai Golden Globe).
Nel 2006 esce il suo lavoro successivo, L'arte del sogno, con Gael García Bernal e Charlotte Gainsbourg. Nel 2008 è la volta di Be Kind Rewind, con Jack Black, Mos Def, Danny Glover e Mia Farrow. Nel 2012 la docufiction The We and the I, studio sulle differenti modalità di interazione di un gruppo rispetto ai singoli, è stata scelta per aprire la Quinzaine des Réalisateurs del Festival di Cannes.

## Stile e tematiche
Nel cinema di Gondry assumono assoluta rilevanza la scenografia e gli effetti digitali. Queste due componenti sono alla base dell'estetica onirica del regista francese. Dai suoi videoclip fino ai recenti lavori, Gondry ricrea un piccolo mondo onirico e visionario, attingendo dall'innocente mondo dell'infanzia, i suoi sogni e desideri. Se gli effetti digitali servono per stupire e attrarre lo spettatore, usando trovate visive surreali e originali, la scenografia è più votata alla perizia artigianale che ricorda molto il mondo dei balocchi, dando così al suo Cinema una persistente atmosfera retrò e malinconica. I personaggi, soprattutto quelli maschili, risultano timidi e chiusi in se stessi, delineando oltre che una probabile componente autobiografica, anche uno dei temi più cari al regista: la comunicazione interpersonale.

## Filmografia

### Regista

#### Cinema
- Human Nature (2001)
- Se mi lasci ti cancello (Eternal Sunshine of the Spotless Mind) (2004)
- L'arte del sogno (La Science des rêves) (2006)
- Be Kind Rewind - Gli acchiappafilm (Be Kind Rewind) (2007)
- Interior Design, episodio di Tokyo! (2008)
- The Green Hornet (2011)
- The We and the I (2012)
- Mood Indigo - La schiuma dei giorni (L'Écume des jours) (2013)
- Microbo & Gasolina (Microbe et Gasoil) (2015)
- Il libro delle soluzioni (Le Livre des solutions) (2023)

#### Documentari
- I've Been Twelve Forever (2003)
- Block Party (2005)
- L'Épine dans le cœur - La spina nel cuore (L'Épine dans le cœur) (2009)
- Is the Man Who Is Tall Happy? (2013)

#### Cortometraggi
- Vingt p'tites tours (1989)
- One Day... (2001)
- La Lettre (2001)
- Pecan Pie (2003)
- How to Blow Up a Helicopter (Ayako's Story) (2009)
- Détour (2017)

#### Televisione
- Flight of the Conchords – serie TV, episodio 2x05 (2009)
- Kidding - Il fantastico mondo di Mr. Pickles (Kidding) – serie TV, 8 episodi (2018-2020)

### Sceneggiatore
- One Day..., regia di Michel Gondry (2001) - cortometraggio
- La Lettre, regia di Michel Gondry (2001) - cortometraggio
- Pecan Pie, regia di Michel Gondry (2003) - cortometraggio
- Se mi lasci ti cancello (Eternal Sunshine of the Spotless Mind), regia di Michel Gondry (2004) - soggetto
- L'arte del sogno (La Science des rêves), regia di Michel Gondry (2006)
- Be Kind Rewind - Gli acchiappafilm (Be Kind Rewind), regia di Michel Gondry (2008)
- Tokyo!, segmento Interior Design (2009)
- L'Épine dans le cœur - La spina nel cuore (L'Épine dans le cœur), regia di Michel Gondry (2009)
- The We and the I, regia di Michel Gondry (2012)
- Mood Indigo - La schiuma dei giorni (L'Écume des jours), regia di Michel Gondry (2013)
- Microbo & Gasolina (Microbe et Gasoil), regia di Michel Gondry (2015)
- Détour, regia di Michel Gondry (2017) - cortometraggio
- Il libro delle soluzioni (Le Livre des solutions), regia di Michel Gondry (2023)

### Attore
- D.A.F.T. (2000)
- One Day..., regia di Michel Gondry (2001)
- Mood Indigo - La schiuma dei giorni (L'Écume des jours), regia di Michel Gondry (2013)
- Lola+Jeremy (Blockbuster), regia di July Hygreck (2018)

### Produttore esecutivo
- Kidding - Il fantastico mondo di Mr. Pickles (Kidding) - serie TV, 20 episodi (2018-2020)

## Riconoscimenti
- Premio Oscar
  - 2005 - Miglior sceneggiatura originale per Se mi lasci ti cancello
- Premio BAFTA
  - 2005 - Candidatura alla miglior sceneggiatura per Se mi lasci ti cancello

## Videografia
- Junior Et Sa Voix D'Or - Oui Oui (1987?)
- Bolide - Oui Oui (1987?)
- Les Objects - Sarah (1988?)
- Dô, l'enfant d'eau - Jean-Luc Lahaye (1988?)
- Les Cailloux - Oui Oui (1989)
- Les Jupes - RoBERT (1990)
- Ma Maison - Oui Oui 1990)
- La Ville - Oui Oui (1992)
- Blow me down - Mark Curry (1992)
- Close but no cigar - Thomas Dolby (1992)
- Les Voyages Immobiles - Étienne Daho (1992)
- Two Worlds Collide - Inspiral Carpets (1992)
- How the West was won - Energy Orchard (1992)
- Paradoxal Système - Laurent Voulzy (1992)
- Comme un ange (qui pleure) - Les Wampas (1992)
- Snowbound - Donald Fagen (1993)
- Believe - Lenny Kravitz (1993)
- La Tour De Pise - Jean Francois Coen (1993)
- Je Danse La Mia - I AM (1993)
- Big Scary Animal - Belinda Carlisle (1993)
- Hou! Mamma Mia - Les Négresses Vertes (1993)
- She Kissed Me - Terence Trent D'Arby (1993)
- This is it, Your Soul - Hot House Flowers (1993)
- Voila, Voila, Qu'ça R'Commence - Rachid Taha (1993)
- Human Behaviour - Björk (1993)
- Lucas With the Lid Off - Lucas (1994)
- Fire On Babylon - Sinéad O'Connor (1994)
- Little Star - Stina Nordenstam (1994)
- Like a Rolling Stone - The Rolling Stones (1995)
- Kissed Me - Terence Trent D'Arby (1995)
- Isobel - Björk (1995)
- Protection - Massive Attack (1995)
- Army of Me - Björk (1995)
- High Head Blues - Black Crowes (1995)
- Sugar Water - Cibo Matto (1996)
- Hyper-ballad - Björk (1996)
- Bachelorette - Björk (1997)
- Jóga - Björk (1997)
- Deadweight - Beck (1997)
- Everlong - Foo Fighters (1997)
- Around the World - Daft Punk (1997)
- A Change (Would Do You Good) - Sheryl Crow (1997)
- Feel It - Neneh Cherry (1997?)
- Gimme Shelter - The Rolling Stones (1998)
- Music Sounds Better With You - Stardust (1998)
- Another One Bites The Dust - Wyclef Jean (1998)
- Let Forever Be - The Chemical Brothers (1999)
- Bumble Bees - Aqua (2000)
- Knives Out - Radiohead (2001)
- Come into My World - Kylie Minogue (2002)
- Star Guitar - The Chemical Brothers (2002)
- No One Knows - Queens of the Stone Age (2002)
- Dead Leaves and the Dirty Ground - The White Stripes (2002)
- Fell in Love with a Girl - The White Stripes (2002)
- The Hardest Button to Button - The White Stripes (2003)
- Ribbon - Devendra Banhart (2004)
- Winning Days - The Vines (2004)
- Mad World (versione della colonna sonora di Donnie Darko) - Gary Jules (2004)
- I Wonder - The Willowz (2004)
- Light & Day (movie version) - The Polyphonic Spree (2004)
- Walkie Talkie Man - Steriogram (2004)
- Ride - The Vines (2004)
- The Denial Twist - The White Stripes (2006)
- Cellphone's Dead - Beck (2006)
- Dance Tonight - Paul McCartney (2007)
- Declare Independence - Björk (2007)
- Limitless Undying Love - Sergio Hiram (2007)
- Soleil du Soir - Dick Annegarn (2008)
- Too Many Dicks On The Dancefloor - Flight Of The Conchords (2009)
- Carol Brown - Flight Of The Conchords (2009)
- Open Your Heart - Mia Doi Todd (2010)
- Crystalline - Björk (2011)
- How Are You Doing? -  The Living Sisters (2011)
- Go - The Chemical Brothers (2015)
- City Lights - The White Stripes (2016)
- Got To Keep On - The Chemical Brothers (2019)
- Grand petit con - M (2019)
- Model village - IDLES (2020)